# Nekrolog 1534
Nekrolog
◄◄
| ◄
| 1530
| 1531
| 1532
| 1533
| 1534 | 1535 | 1536 | 1537 | 1538 | ► | ►►
Weitere Ereignisse | Allgemeiner Nekrolog 1534
Die Beschreibung der verstorbenen Person sollte so kurz wie möglich gehalten sein und nur deren signifikante Tätigkeit(en) enthalten.
Neue Namen ggf. auch unter dem Geburts- und Sterbedatum, also etwa unter 1. Januar und im Geburts- und Sterbejahr (2024) eintragen (nur bei entsprechender großer Wichtigkeit). Für Beispiele siehe die schon vorhandenen Artikel.
Außerdem über die fünf zuletzt Verstorbenen, zu denen es einen ausreichend guten Artikel für eine Präsentation auf der Hauptseite gibt, nach der todesbedingten Überarbeitung der Artikel ggf. auch unter Wikipedia Diskussion:Hauptseite informieren und sie am besten auch in den anderen Wikipedia-Sprachversionen eintragen. Tipp: Regelmäßig bei news.google.de nach „ist tot“, „gestorben“ oder „verstorben“ suchen.
Wenn eine Person gestorben ist, gibt es viele Seiten zu dieser Person in der Wikipedia, die davon auch betroffen sind und entsprechend aktualisiert werden müssen. Beispiele: Namenübersichtsseite, Geburtsjahr, Geburtsort-Seiten und viele mehr.
Wie finde ich die betroffenen Seiten?
Im Suchfeld auf der linken Seite gibt man den Suchbegriff so ein: „Vorname Nachname“. Dann klickt man auf Volltext und alle Seiten mit entsprechendem Suchtext werden aufgerufen. Hier sieht man dann schnell, wo auch das Todesjahr Sinn macht oder sogar ein Teil des Artikels angepasst werden muss. Auch hilft das „Werkzeug“ auf der linken Seite sehr gut, um solche Seiten aufzufinden: „Links auf diese Seite“. Somit ist die Wikipedia wieder aktuell in allen Bereichen! Hinweis: bei Eintragung der Kategorie „Gestorben JAHR“ wird der Missbrauchsfilter 49 ausgelöst, was jedoch nicht schlimm ist. Siehe: Spezial:Missbrauchsfilter/49
Dies ist eine Liste von im Jahr 1534 verstorbenen bekannten Persönlichkeiten. Die Einträge erfolgen innerhalb der einzelnen Daten alphabetisch sortiert. Tiere sind im Nekrolog für Tiere zu finden.

## Januar
| Tag        | Name                  | Beruf, bekannt als                         | Alter | Beleg |
| ---------- | --------------------- | ------------------------------------------ | ----- | ----- |
| 9. Januar  | Johannes Aventinus    | deutscher Chronist                         | 56    |       |
| 10. Januar | Franciotto Orsini     | italienischer römisch-katholischer Bischof |       |       |
| 24. Januar | Guillaume Briçonnet   | Bischof von Meaux                          |       |       |
| 25. Januar | Magdalene von Sachsen | Kurprinzessin von Brandenburg              | 26    |       |

## Februar
| Tag         | Name                   | Beruf, bekannt als                                   | Alter | Beleg |
| ----------- | ---------------------- | ---------------------------------------------------- | ----- | ----- |
| 4. Februar  | Alonso de Fonseca III. | Erzbischof von Santiago de Compostela und von Toledo |       |       |
| 6. Februar  | Johannes Bernhardi     | deutscher Rhetoriker und Physiker                    |       |       |
| 15. Februar | Barbara von Polen      | Prinzessin von Polen, Herzogin von Sachsen           | 55    |       |

## März
| Tag      | Name                              | Beruf, bekannt als                                                              | Alter | Beleg |
| -------- | --------------------------------- | ------------------------------------------------------------------------------- | ----- | ----- |
| 1. März  | Henry Brandon, 1. Earl of Lincoln | englischer Adeliger                                                             |       |       |
| 5. März  | Antonio da Correggio              | italienischer Maler der Renaissance                                             |       |       |
| 17. März | Vojtěch von Pernstein             | böhmischer Adeliger, Obersthofmeister von Böhmen                                | 43    |       |
| 19. März | Ayşe Hafsa Sultan                 | Ehefrau von Selims I.                                                           | 54    |       |
| 19. März | Michael Weiße                     | Geistlicher der Unität der Böhmischen Brüder, Kirchenlieddichter und -komponist |       |       |
| 26. März | Gabriel de Gramont                | französischer Diplomat, Bischof und Kardinal                                    |       |       |

## April
| Tag       | Name                   | Beruf, bekannt als                     | Alter | Beleg |
| --------- | ---------------------- | -------------------------------------- | ----- | ----- |
| 5. April  | Jan Matthys            | niederländischer Bäcker und Täufer     |       |       |
| 16. April | Ibn-i Kemal            | osmanischer Şeyhülislam und Historiker |       |       |
| 21. April | Elizabeth Barton       | englische Predigerin und Prophetin     |       |       |
| April     | Hermann von dem Busche | deutscher Humanist                     |       |       |

## Mai
| Tag     | Name                         | Beruf, bekannt als                          | Alter | Beleg |
| ------- | ---------------------------- | ------------------------------------------- | ----- | ----- |
| 17. Mai | Petrus Magni                 | schwedischer Mönch und Bischof von Västerås |       |       |
| 26. Mai | Johann Kranich von Kirchheim | deutscher Adeliger und Speyerer Domherr     |       |       |
| 28. Mai | Hans von Talheim             | württembergischer Adliger und Soldat        |       |       |

## Juni
| Tag      | Name                     | Beruf, bekannt als                                                  | Alter | Beleg |
| -------- | ------------------------ | ------------------------------------------------------------------- | ----- | ----- |
| 4. Juni  | Veit Warbeck             | Übersetzer des Romans Die schöne Magelone                           |       |       |
| 29. Juni | Silvester von Schaumberg | Reichsritter und Amtmann von Münnerstadt, Veldenstein und Parkstein |       |       |

## Juli
| Tag      | Name                         | Beruf, bekannt als                                                                              | Alter | Beleg |
| -------- | ---------------------------- | ----------------------------------------------------------------------------------------------- | ----- | ----- |
| 4. Juli  | Anastasia von Brandenburg    | Gräfin von Henneberg                                                                            | 56    |       |
| 19. Juli | Wilhelm III. von Enckenvoirt | niederländischer römisch-katholischer Geistlicher, Kardinal und Bischof von Tortosa und Utrecht |       |       |
| 21. Juli | Johannes Kingsattler         | Rektor der Universität Tübingen                                                                 | 48    |       |

## August
| Tag        | Name                                | Beruf, bekannt als                                       | Alter | Beleg |
| ---------- | ----------------------------------- | -------------------------------------------------------- | ----- | ----- |
| 3. August  | Andrea della Valle                  | italienischer Kardinal der Römischen Kirche              | 70    |       |
| 10. August | Thomas Cajetan                      | katholischer Theologe und Kardinal                       | 65    |       |
| 21. August | Philippe de Villiers de l’Isle-Adam | französischer Adliger und Großmeister des Malteserordens |       |       |

## September
| Tag           | Name                                  | Beruf, bekannt als                                                                             | Alter | Beleg |
| ------------- | ------------------------------------- | ---------------------------------------------------------------------------------------------- | ----- | ----- |
| 2. September  | Gerald FitzGerald, 9. Earl of Kildare | 9. Earl of Kildare                                                                             |       |       |
| 3. September  | Konrad Blicklin                       | Jurist und Hochschullehrer                                                                     |       |       |
| 7. September  | Lazarus Spengler                      | Ratsherr und Förderer der Reformation in Nürnberg                                              | 55    |       |
| 14. September | Cornelis van Sneek                    | hauptsächlich in Deutschland wirkender niederländischer Dominikaner und Gegner der Reformation |       |       |
| 15. September | Michail Lwowitsch Glinski             | litauischer Adeliger, Fürst, moskowitischer Bojar und Heerführer                               |       |       |
| 16. September | Kilian Weybeck                        | Benediktiner und Abt der Abtei Niederaltaich                                                   |       |       |
| 25. September | Clemens VII.                          | Papst (1523–1534)                                                                              | 56    |       |
| 25. September | Adam Weiß                             | evangelischer Theologe und Reformator                                                          |       |       |

## Oktober
| Tag         | Name              | Beruf, bekannt als                                 | Alter | Beleg |
| ----------- | ----------------- | -------------------------------------------------- | ----- | ----- |
| 30. Oktober | Benedikt Ried     | böhmischer Architekt der Spätgotik und Renaissance |       |       |
| 31. Oktober | Alfonso I. d’Este | Herzog von Ferrara, Modena und Reggio              | 58    |       |

## November
| Tag          | Name                              | Beruf, bekannt als                    | Alter | Beleg |
| ------------ | --------------------------------- | ------------------------------------- | ----- | ----- |
| 8. November  | William Blount, 4. Baron Mountjoy | englischer Adeliger und Gelehrter     |       |       |
| 14. November | Gordian Seuter                    | Bürgermeister der Reichsstadt Kempten |       |       |
| 23. November | Otto Brunfels                     | deutscher Theologe und Botaniker      |       |       |

## Dezember
| Tag          | Name                           | Beruf, bekannt als                                                         | Alter | Beleg |
| ------------ | ------------------------------ | -------------------------------------------------------------------------- | ----- | ----- |
| 7. Dezember  | Andreas Johannes Laskaris      | Forschungsreisender und Humanist                                           |       |       |
| 9. Dezember  | Balthasar von Hanau-Münzenberg | deutscher Adliger                                                          | 26    |       |
| 11. Dezember | Margareta von Beichlingen      | ab 1525 Fürstäbtissin des Frauenstifts Essen                               |       |       |
| 13. Dezember | Paul von Middelburg            | römisch-katholischer Wissenschaftler und Bischof von Fossombrone (ab 1494) |       |       |
| 21. Dezember | Johann von Friedingen          | katholischer Ordensgeistlicher, Abt im Kloster Bebenhausen                 |       |       |
| 24. Dezember | Antoine Augereau               | französischer Schriftschneider, Buchhändler, Typograph und Verleger        |       |       |
| 27. Dezember | Antonio da Sangallo der Ältere | italienischer Architekt und Festungsbauer                                  |       |       |

## Datum unbekannt
| Tag | Name                       | Beruf, bekannt als                                                             | Alter | Beleg |
| --- | -------------------------- | ------------------------------------------------------------------------------ | ----- | ----- |
|     | Stephan Báthory von Somlyó | siebenbürgischer Adliger                                                       |       |       |
|     | Hans Dürer                 | deutscher Maler und Zeichner                                                   |       |       |
|     | Rosina von Graben von Rain | Burggräfin von Sommeregg                                                       |       |       |
|     | Berthold Kerkring          | Ratsherr der Hansestadt Lübeck                                                 |       |       |
|     | Wichmann Kruse             | deutscher Rechtswissenschaftler und katholischer Theologe der Reformationszeit |       |       |
|     | Pacello da Mercogliano     | italienischer Landschaftsarchitekt                                             |       |       |
|     | Johannes Purgold           | Stadtschreiber von Eisenach und Jurist                                         |       |       |
|     | Diego de Riaño             | spanischer Architekt                                                           |       |       |
|     | Heinrich Roll              | Prediger der Täufer in Münster                                                 |       |       |
|     | Sebastian von Rotenhan     | deutscher Ritter, Kartograf und Humanist                                       |       |       |
|     | Hans Schweiner             | deutscher Steinmetz und Baumeister                                             |       |       |
|     | Martín de Valencia         | spanischer Missionar                                                           |       |       |
|     | Nikola III. Zrinski        | kroatischer Hochadliger, Diplomat und Feldherr aus dem Hause Zrinski           |       |       |